# Андреапольское сельское поселение
Андреа́польское се́льское поселе́ние — упразднённое муниципальное образование в составе Андреапольского района Тверской области.
Административный центр — деревня Имение.

## Географические данные
- Нахождение: южная часть Андреапольского района.
  - Граничит:
    - на севере — с Торопацким и Волокским сельскими поселениями
    - на северо-востоке — с Пеновским районом, Ворошиловское СП
    - на востоке — с Луговским СП
    - на юго-востоке — с Нелидовским районом, Нелидовское СП
    - на юге — с Западнодвинским районом, Западнодвинское СП
    - на юго-западе — с Торопецким районом, Понизовское СП
    - на западе — с Хотилицким СП
    - внутри поселения — территория городского поселения город Андреаполь.

Поселение пересекают железнодорожная линия «Бологое — Великие Луки» и автодорога «М9 — Андреаполь — Пено — Хитино».
Главная река — Западная Двина. Также по поселению протекают реки Лососна, Грустенька, Сережинка и другие.

## История
В XIX-начале XX века территория поселения входила в три губернии: Тверскую, Псковскую и Смоленскую. После ликвидации губерний в 1929 году территория поселения входила в Западную область (до 1935 г.). После образования Калининской области — в составе Ленинского района. С 1944 по 1957 год Ленинский район относился к Великолукской области. В 1963—1965 годах — в составе Торопецкого района. С 12 января 1965 относится к Андреапольскому району.
Образовано в 2005 году, включило в себя территории Андреапольского, Гладкологского и Козловского сельских округов.

## Население
| 2002  | 2005  | 2010  | 2011  | 2012  | 2013  | 2014  |
| ----- | ----- | ----- | ----- | ----- | ----- | ----- |
| 2972  | ↘2200 | ↗2551 | ↘2530 | ↘2372 | ↘2315 | ↘2222 |
| 2015  | 2016  | 2017  | 2018  | 2019  |       |       |
| ↘2155 | ↘2063 | ↘2018 | ↘1998 | ↘1976 |       |       |

## Состав сельского поселения
В состав сельского поселения входили 56 населённых пунктов:
| №  | Населённый пункт | Тип населённого пункта          | Население |
| -- | ---------------- | ------------------------------- | --------- |
| 1  | Алексеево        | деревня                         | →0        |
| 2  | Аристово         | деревня                         | ↘0        |
| 3  | Башево           | деревня                         | →0        |
| 4  | Березово         | деревня                         | →0        |
| 5  | Бобровец         | деревня                         | ↘145      |
| 6  | Большое Вдовино  | деревня                         | ↘1        |
| 7  | Велье            | деревня                         | →0        |
| 8  | Гладкий Лог      | деревня                         | ↘17       |
| 9  | Глухарево        | деревня                         | →0        |
| 10 | Гусары           | деревня                         | ↘11       |
| 11 | Донское          | деревня                         | ↘1        |
| 12 | Ерохино          | деревня                         | ↗1        |
| 13 | Жаберо           | деревня                         | ↘0        |
| 14 | Забежня          | деревня                         | →0        |
| 15 | Заболотье        | деревня                         | →0        |
| 16 | Загозье          | деревня                         | ↘9        |
| 17 | Зеленогорское    | деревня                         | ↘11       |
| 18 | Имение           | деревня, административный центр | ↗243      |
| 19 | Кликуново        | деревня                         | →0        |
| 20 | Ключевое         | деревня                         | ↘1        |
| 21 | Козлово          | деревня                         | ↘189      |
| 22 | Коковино         | деревня                         | →0        |
| 23 | Копытово         | деревня                         | ↘6        |
| 24 | Коробаново       | деревня                         | ↘15       |
| 25 | Костюшино        | деревня                         | ↘12       |
| 26 | Костюшино        | посёлок                         | ↘959      |
| 27 | Кочергино        | деревня                         | →0        |
| 28 | Кремено          | деревня                         | →41       |
| 29 | Курово           | деревня                         | ↘246      |
| 30 | Лубенькино       | посёлок                         | ↘65       |
| 31 | Малое Вдовино    | деревня                         | →0        |
| 32 | Милавино         | деревня                         | →6        |
| 33 | Монастьево       | деревня                         | →0        |
| 34 | Новое Подвязье   | деревня                         | ↘18       |
| 35 | Новое Село       | деревня                         | ↘100      |
| 36 | Новотихвинское   | деревня                         | ↘1        |
| 37 | Обруб            | деревня                         | ↘1        |
| 38 | Раменье          | деревня                         | →0        |
| 39 | Рексово          | деревня                         | ↘1        |
| 40 | Рогово           | деревня                         | ↘184      |
| 41 | Роженка          | деревня                         | ↘17       |
| 42 | Серёжино         | деревня                         | ↘0        |
| 43 | Синичино         | деревня                         | ↗1        |
| 44 | Синцово          | деревня                         | →0        |
| 45 | Скреты           | деревня                         | ↘0        |
| 46 | Соболево         | деревня                         | ↘20       |
| 47 | Старое Подвязье  | деревня                         | ↘1        |
| 48 | Сысоево          | деревня                         | ↘0        |
| 49 | Теренино         | деревня                         | →0        |
| 50 | Троскино         | деревня                         | ↘6        |
| 51 | Угрюмово         | деревня                         | ↗16       |
| 52 | Хвостово         | деревня                         | →0        |
| 53 | Церковище        | деревня                         | ↘0        |
| 54 | Чернево          | деревня                         | ↘1        |
| 55 | Чернецово        | деревня                         | ↘0        |
| 56 | Чистая Речка     | посёлок                         | ↘197      |

Постановлением Правительства Российской Федерации от 15 сентября 1998 года новому посёлку было присвоено наименование «Чистая Речка».

### Упразднённые населённые пункты
На территории поселения исчезли деревни: Борок, Гречухино, Дудино, Потураево, Савино, Новая (Дураково), Корниловка, Свистово, Фомино и др.;
Деревня Шустино присоединена к д.Новое Подвязье.
Деревня Угрюмово находится в городской черте Андреаполя.

## Экономика
Основные хозяйства: СПК «Андреапольский» и СПК «Спутник».

## Известные люди
В деревне Милавино родился Герой Советского Союза Пётр Васильевич Соловьёв.